# Rufo (console 492)
Flavio Rufo (Flavius Rufus; floruit 492) fu un console dell'Impero romano d'Oriente.
Esercitò il consolato nel 492, scelto come collega dell'imperatore Anastasio I, ma la sua esistenza è attestata solo dai Fasti consolari e da poche iscrizioni (CIL XIII, 2364).